# Kjell Isaksson
Kjell Gunnar Isaksson (né le 28 février 1948 à Härnösand) est un athlète suédois spécialiste du saut à la perche.

## Carrière
Finaliste des Jeux olympiques de 1968 (11e), Kjell Isaksson se distingue en début d'année suivante en montant sur la deuxième marche du podium des Championnats d'Europe d'Athènes derrière l'Est-allemand Wolfgang Nordwig, puis décroche deux nouvelles médailles d'argent lors des Championnats d'Europe en salle 1970 et 1971. Aux Championnats d'Europe en plein air de 1971, le Suédois s'incline une nouvelle fois face à 
Wolfgang Nordwig en réalisant la marque de 5,30 m.
En 1972, Kjell Isaksson établit en l'espace de deux mois trois records du monde du saut à la perche. Le 8 avril, il franchit 5,51 m à Austin et améliore de deux centimètres la meilleure marque planétaire du Grec Chrístos Papanikoláou datant de 1970. Une semaine plus tard, il améliore de trois centimètres son propre record du monde avec 5,54 m lors du meeting de Los Angeles. Enfin, le Suédois établit un troisième record du monde consécutif le 12 juin 1972 en réalisant 5,55 m à Helsingborg.

### Les années suivantes
Isaksson a également participé aux Championnats d'Europe en salle en 1973, mais n'est arrivé que douzième, sans résultat. Il a toutefois remporté les Championnats d'Europe en salle cette année-là, à 5.20m. Il a également remporté le championnat en plein air en 1973, à 5.15m.
Aux Championnats d'Europe en salle de 1974, il se classe onzième. Il remporte à nouveau le championnat en plein air (5.10m). Il participe pour la troisième fois aux Championnats d'Europe en plein air (à Rome), mais ne se classe cette fois que sixième, à 5.30m.
En 1975, il participe également aux Championnats d'Europe en salle, mais se classe cette fois huitième. Lors de la saison en plein air, il remporte le Championnat d'Europe de saut à la perche (5,25m).
Isaksson participe également aux Championnats d'Europe en salle de 1976 (à Munich) et se classe neuvième.
Isaksson remporte trois autres championnats du monde consécutifs au saut à la perche en 1977, 1978 et 1979, cette fois avec les résultats 5,20, 5,20 et 5,10m. Il participa une dernière fois aux Championnats d'Europe en salle de 1978 (à Milan) et se classa neuvième. Il a également remporté les Championnats d'Europe en salle à plusieurs reprises : 1978 à 5.20m, 1985 à 5.10m et 1986 à (à nouveau) 5.10m.
Le record personnel d'Isaksson au saut à la perche est de 5,59m.
En plus de ses performances en compétition, il s'est fait connaître d'un public plus large, en participant avec succès aux programmes télévisés Superstars et Mästarnas mästare. Il est ensuite devenu professeur d'éducation physique à l'Enbacksskolan, dans la banlieue de Stockholm, à Tensta, dans la banlieue de Stockholm. Kjell s'est occupé d'un chat sans abri nommé Benjamin, connu sous le nom de "roi de Solhöjden" et célèbre pour se rendre à Göteborg par ses propres moyens.
En 2006, Isaksson faisait partie de l'élite du bowling suédois. Entre 1967 et 1969, Kjell Isaksson a obtenu son diplôme de directeur de gymnastique à l'École suédoise des sciences du sport.
Kjell a participé à la cérémonie des maîtres de cérémonie de 2019, au cours de laquelle il est resté debout à 90 degrés pendant plus de 11 minutes.
Son fils Klas Isaksson est l'un des membres du groupe de musique Den Svenska Björnstammen.

## Record personnel
- 5,55 m : 12 juin 1972 à Helsingborg (RM).

## Palmarès
| Date | Compétition                    | Lieu     | Résultat | Performance |
| ---- | ------------------------------ | -------- | -------- | ----------- |
| 1968 | Jeux olympiques                | Mexico   | 11e      | 5,15 m      |
| 1969 | Championnats d'Europe          | Athènes  | 2e       | 5,20 m      |
| 1970 | Championnats d'Europe en salle | Vienne   | 2e       | 5,25 m      |
| 1971 | Championnats d'Europe en salle | Sofia    | 2e       | 5,35 m      |
| 1971 | Championnats d'Europe          | Helsinki | 2e       | 5,30 m      |